# Уса-Степановка
Уса́-Степа́новка (рос. Уса-Степановка, башк. Уҫы-Степановка) — присілок у складі Благовіщенського району Башкортостану, Росія. Входить до складу Октябрської сільської ради.
Населення — 57 осіб (2010; 29 в 2002).
Національний склад:
- марійці — 83 %